# Oorlam
 (septembre 2012).
Si vous disposez d'ouvrages ou d'articles de référence ou si vous connaissez des sites web de qualité traitant du thème abordé ici, merci de compléter l'article en donnant les références utiles à sa vérifiabilité et en les liant à la section « Notes et références ».

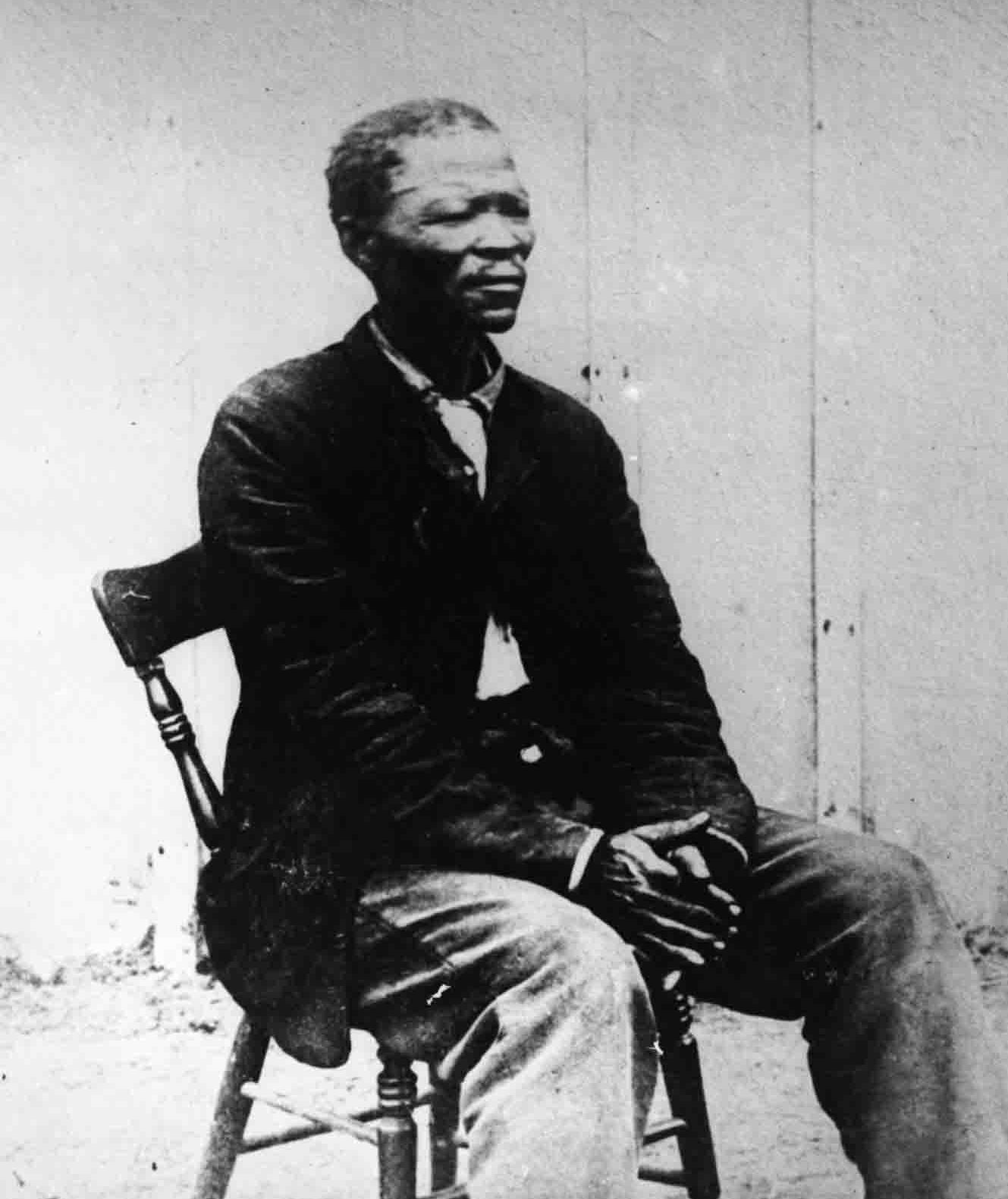
Jan Jonker Afrikaner, chef de la tribu des Oorlam, en 1820

Les Oorlams (ou Orlams) étaient des métis issus de colons néerlandais et de namas vivant dans la colonie du Cap au XVIIIe siècle avant de venir s'établir dans le Sud-Ouest africain sous la conduite de Jaager puis de Jonker Afrikaner.
Plus généralement, un Oorlam pouvait être un Khoi ou un « Hottentot mélangé » aux traits culturels coloniaux (langue maternelle néerlandaise ou afrikaans, utilisation des armes à feu, des chevaux). 

## Origine du mot
Le mot oorlam proviendrait du malais « orang lama », « homme d’expérience », désignant les esclaves et les Namaqua « dégrossis » au service des Européens. 

## Histoire
Après avoir vécu au contact des boers, ils se constituent en catégorie sociale au début du XIXe siècle, puis en groupes autonomes de langue afrikaans ou nama. 
Dans les années 1820, les nama de la lignée des Afrikaners imposèrent leur hégémonie jusqu'aux années 1870 dans tout le centre et le sud de l'actuelle Namibie. 
Sous le règne de Jan Jonker Afrikaner, leur domination est sérieusement combattue par les autres clans et tribus rivales, et prend fin dans les années 1870. 
En 1879, Jan Jonker demande encore la protection des autorités coloniales britanniques de la colonie du Cap qui lui est refusé.
À la bataille de Otjikango le 12 décembre 1880, les Oorlams sont battus par les guerriers de Wilhelm Maharero puis encore à Osona.
En février 1885, Jan Jonker conclut un traité avec le négociant allemand de Brême Adolf Lüderitz. Il vend ainsi d'importants territoires aux représentants allemands puis se place sous la protection germanique en janvier 1886.
La mort de Jan Jonker Afrikaner le 10 août 1889 marque la fin de l'existence politique du clan des Oorlams Afrikaners.